# 察南专区
察南专区，河北省已撤消的专区。1949年置。在今河北省和北京市西北部。
原属察哈尔省，辖宣化、蔚县、怀安、涿鹿、天镇、阳原、万全、四海、延庆、赤城、龙关、怀来等县。专员公署驻宣化市（今张家口市宣化区）。1951年撤销四海县。1952年划归河北省后撤销，与察北专区合置张家口专区。